# El Mono
El Mono (en français « le singe ») est le nom d'artiste de José Vargas, chanteur de flamenco né en 1947 à Jerez de la Frontera et mort d'un cancer dans la même ville en octobre 2006.
Il apparaît dans le documentaire de Carlos Saura Flamenco (1995).